# いかれたBaby
「いかれたBaby」（いかれたベイビー）は、日本のバンド・フィッシュマンズの楽曲であり、5枚目のシングルである。1993年6月18日発売。発売元はメディア・レモラス。

## 概要
3rdアルバム『Neo Yankees' Holiday』に先駆けてシングル・カットされた。
2016年、限定アナログBOXセット『GO GO ROUND THIS WORLD!～FISHMANS 25th ANNIVERSARY RECORD BOX』のHMV限定購入特典として7inchアナログ盤がリリースされた。2021年にはその再プレス盤が『映画：フィッシュマンズ』のムビチケとのセットでHMV限定でリリースされた。

## 収録曲
1. いかれたBaby
作詞・作曲：佐藤伸治／編曲：フィッシュマンズ
1993年6月12日にラ・ママで初演[2][3]されて以来、フィッシュマンズの代表曲の一つとなり、佐藤生前最後のライヴまで定番のレパートリーとなった。
本曲のリズムの打ち込みを担当した柏原は「（2ndアルバム『KING MASTER GEORGE』以降、コンピュータで打ち込みをするようになり、）"100ミリ"でもちょっと使ったけど、全面的にやったのは"いかれたBaby"から」と述べている[4]。
茂木は本曲に関し「バンドとしては新しい試みとしてリズムが全面的に打ち込みになっていますが、ドラマーとしてはどんな気持ちでしたか?」と問われ、「当時はアレステッド・ディヴェロップメントなどのヒップホップに影響を受けていた時期でもあり、アレンジ的に違和感は感じませんでした。その曲が欲している空気感だな、と。ライヴで披露するときにどのようなドラミングにするかを考えました。前期と後期のライヴでのアプローチの違いをぜひ聴き比べて下さい」と答えている[5]。
他のアーティストによるカヴァー・ヴァージョンが多く制作されている（詳細は後述）。
2. Blue Summer（live）（6分5秒）
作詞・作曲：佐藤伸治／編曲：フィッシュマンズ
1991年11月18日の大阪CLUB QUATROでのワンマン・ライヴでの演奏を収録したもの[6]。
初期のライブでよく演奏されていた楽曲で、1988年3月3日の渋谷ラ・ママでのオーディションの際にも演奏されている[7]。
フィッシュマンズ結成の際に小嶋が佐藤から送られたテープには、この曲のデモが収録されていたという[8]。

## 「いかれたBaby」のその他のヴァリエーション
- Glittering rewinder mix - リミックス版。
- WEDDING BABY - 佐藤（ヴォーカル）とハカセ（ピアノ）の二人によるライヴ・ヴァージョン。実際に友人の結婚式で演奏されたもの[9]。
- NIYABINGHI BABY - ハカセによるリミックス版。「ナイヤビンギ」とは下北沢のレゲエ・バーの名称[10]。
- BABY PIANO MIX - ピアノとコーラスでHONZIが参加。
- 『1991-1994 singles & more』版 - 『Neo Yankees' Holiday』収録のヴァージョンよりもエンディングが長いヴァージョン。
- いかれたBaby（Demo 1993） - デモ・ヴァージョン。茂木は「サンプラーを導入したことによって、曲の構造がシンプルで力強いものになっていった」とコメントしている[11]。

## 収録アルバム等

### いかれたBaby
- アルバム『Neo Yankees' Holiday』 - 通常のヴァージョンの他に「Glittering rewinder mix」を収録
- マキシシングル「MELODY」 - CD版に「WEDDING BABY」を、アナログ版に「NIYABINGHI BABY」を収録
- アルバム『Oh! Mountain』 - ライヴ・ヴァージョンの他、「BABY PIANO MIX」を収録
- ベストアルバム『1991-1994 singles & more』 - 『Neo Yankees' Holiday』収録のヴァージョンよりもエンディングが長いヴァージョンを収録
- ライヴアルバム『98.12.28 男達の別れ』Disc-2 - ライヴ・ヴァージョンを収録
- ベストアルバム『空中　ベスト・オブ・フィッシュマンズ』Disc-1 - 『1991-1994 singles & more』に収録のものと同じヴァージョンを収録、Disc-2 - 「いかれたBaby（Demo 1993）」と「NIYABINGHI BABY」を収録
- シングル「いかれたBaby/感謝(驚)/Weather Report」 - 『98.12.28 男達の別れ』と同じテイクのリミックス版を収録
- ベストアルバム『『ゴールデン☆ベスト』～ポリドール・イヤーズ～』 - 「いかれたBaby/感謝(驚)/Weather Report」と同じライヴ・ヴァージョンを収録
- ライヴアルバム『若いながらも歴史あり 96.3.2@新宿LIQUID ROOm』Disc-2 - ライヴ・ヴァージョンを収録
- ベストアルバム『BLUE SUMMER ～Selected Tracks 1991-1995～』Side.D - 「Glittering rewinder mix」を収録

### Blue Summer（live）
- アルバム『Oh! Mountain』 - ライヴ・ヴァージョン（本シングルに収録のものとは異なる）を収録
- ベストアルバム『空中 ベスト・オブ・フィッシュマンズ』Disc-2 - 「Blue Summer (Demo 1987）」とライヴ・ヴァージョン（本シングルに収録のものと同じテイク）を収録
- ベストアルバム『BLUE SUMMER ～Selected Tracks 1991-1995～』Side.C（『Oh! Mountain』ヴァージョンを収録）

## 映像作品

### いかれたBaby
- MV（監督不明）
ロケは代々木・砧公園で行われた[3][2]。
ポニー・キャニオン盤の『Neo Yankees' Holiday』（PCCAX-00007）にはCDエクストラに本MVが収録されている。
- VHS/DVD『記憶の増大』（1998年12月28日の赤坂BLITZでのライヴ・ヴァージョンを収録）
- DVD『98.12.28 男達の別れ』（ライヴ・ヴァージョンを収録）
- DVD『若いながらも歴史あり 96.3.2@新宿LIQUID ROOm』（ライヴ・ヴァージョンを収録）

## タイアップ

### いかれたBaby
- テレビ東京系 ドラマ24『モテキ』第4話モテ曲（2010年）
- 東宝配給映画『モテキ』モテ曲（2011年）

## 参加ミュージシャン
- 佐藤伸治: ボーカル、ギター
- 小嶋謙介: ギター
- 茂木欣一: ドラムス、コーラス
- 柏原譲: ベース、プログラミング
- ハカセ: キーボード

## カヴァー・ヴァージョン

### いかれたBaby
- 山崎まさよし - アルバム『COVER ALL HO!』に収録（2007年10月31日リリース）[12]
- Mari Mari with HAKASE-SUN - 映画『人のセックスを笑うな』サウンド・トラックに収録（M-10に「いかれたBaby」、M-16に「いかれたBaby unplugged」）（2008年1月16日リリース）[13]
- underslowjams - 12inchアナログ盤『IN THE RAIN』に収録（2010年10月6日リリース）[14]
- 竹中直人 - アルバム『竹中直人のオレンジ気分』に収録（2011年7月20日リリース）[15]
「いかれたBaby」の他に「ひこうき」のカヴァーも収録している。また、同アルバムにはHAKASE、柏原、木暮晋也（HICKSVILLE）、原田郁子（クラムボン）、ハナレグミといったフィッシュマンズ元メンバーや関わりのあるミュージシャンらが参加している。
- 泉まくら - コンピレーション・アルバム『TOKYO GIRLS LIFE』に収録（2017年1月25日リリース）[16]
- 三浦透子 - アルバム『かくしてわたしは、透明からはじめることにした』に収録（2017年3月29日リリース）[17]
- 大比良瑞希 - アルバム『RELAXIN’ WITH JAPANESE LOVERS VOLUME7～IN THE MOOD FOR JAPANESE LOVERS COLLECTIONS～』に収録（2018年11月28日リリース）[18]
- オオヤユウスケ - アルバム『STEREO』に収録（2019年1月16日リリース）[19]
- モトーラ世理奈 - アナログ12inchシングル『いかれたBaby』に収録（2019年7月3日リリース）[20]
茂木、柏原が演奏で参加している。
- 角銅真実 - アルバム『oar』に収録（2020年1月22日リリース）[21]
- 加藤ミリヤ - アルバム『COVERS -WOMAN & MAN-』に収録（2020年11月25日リリース）[22]
- ayoung. - シングル「いかれたBaby (feat. -skollbeats-) [Jazz ver.] [Cover]」に収録（2021年3月4日リリース）[23]
- 上白石萌音 - アルバム『あの歌』に収録（2021年6月23日リリース）[24]